# Barbara Maix
Barbara Maix (Vienne, 27 juin 1818 - Catumbi, 17 mars 1873) est une religieuse autrichienne fondatrice des sœurs du Cœur Immaculé de Marie et reconnue bienheureuse par l'Église catholique. Elle est fêtée le 17 mars.

## Biographie
Bárbara Maix naît à Vienne le 27 juin 1818. Son père sert comme chambellan auprès de l'archiduc François-Charles d'Autriche au palais de Schönbrunn. Dans son enfance, et même plus tard à l'âge adulte, elle souffre d'une série de problèmes cardiaques ainsi que d'asthme. À l'adolescence, elle travaille comme employée de cuisine et comme femme de ménage au palais de Schönbrunn. C'est vers cette époque que ses deux parents décèdent alors qu'elle a quinze ans.
Par la prédication de prêtres rédemptoristes, elle comprend la nécessité de s'attaquer au grave problème social de Vienne. En 1843, elle ouvre une pension pour accueillir les filles sans emploi. C'est à cette époque qu'elle écrit une règle de vie qui cherche à promouvoir la dignité de la femme et qu'elle est inspirée à fonder une nouvelle congrégation religieuse.
Maix établit son nouvel institut à Vienne en 1843 mais souhaite la bénédiction du souverain pontife pour son approbation formelle. Elle se rend à Rome pour une audience avec le pape Grégoire XVI mais le pontife meurt le 1er juin 1846, un jour avant leur rencontre. Barbara ne reste pas à Rome après cela et ne tente pas de rencontrer le nouveau pape Pie IX. Au cours du printemps des peuples, elle et ses 21 compagnes sont expulsées d'Autriche ; elles prennent donc la décision d'établir leur congrégation en Amérique du Nord mais pendant que le groupe attend le navire à Hambourg, elle prend la décision soudaine de se rendre au Brésil. Elles arrivent à Rio de Janeiro le 9 novembre 1848 et fondent leur maison-mère à Porto Alegre le 8 mai 1849.
À la demande de Mgr de Monte Rodrigues, évêque de Rio de Janeiro, elle entre chez les conceptionnistes pendant six mois. Le 8 mai 1849, elle se prépare à prononcer ses vœux aux côtés de 22 autres sœurs, cela marque l'établissement officiel de sa communauté au Brésil. La congrégation accueille les pauvres et les malades ainsi que les femmes et les personnes abandonnées. Le 31 décembre 1870, elle quitte Porto Alegre pour Rio de Janeiro afin d'œuvrer dans une école pour orphelines. Barbara tombe malade après la messe du 7 mars 1873 et décède dans son fauteuil le 17 mars suivant. Ses restes se trouvent maintenant dans la chapelle saint Raphaël à Porto Alegre.

## Béatification

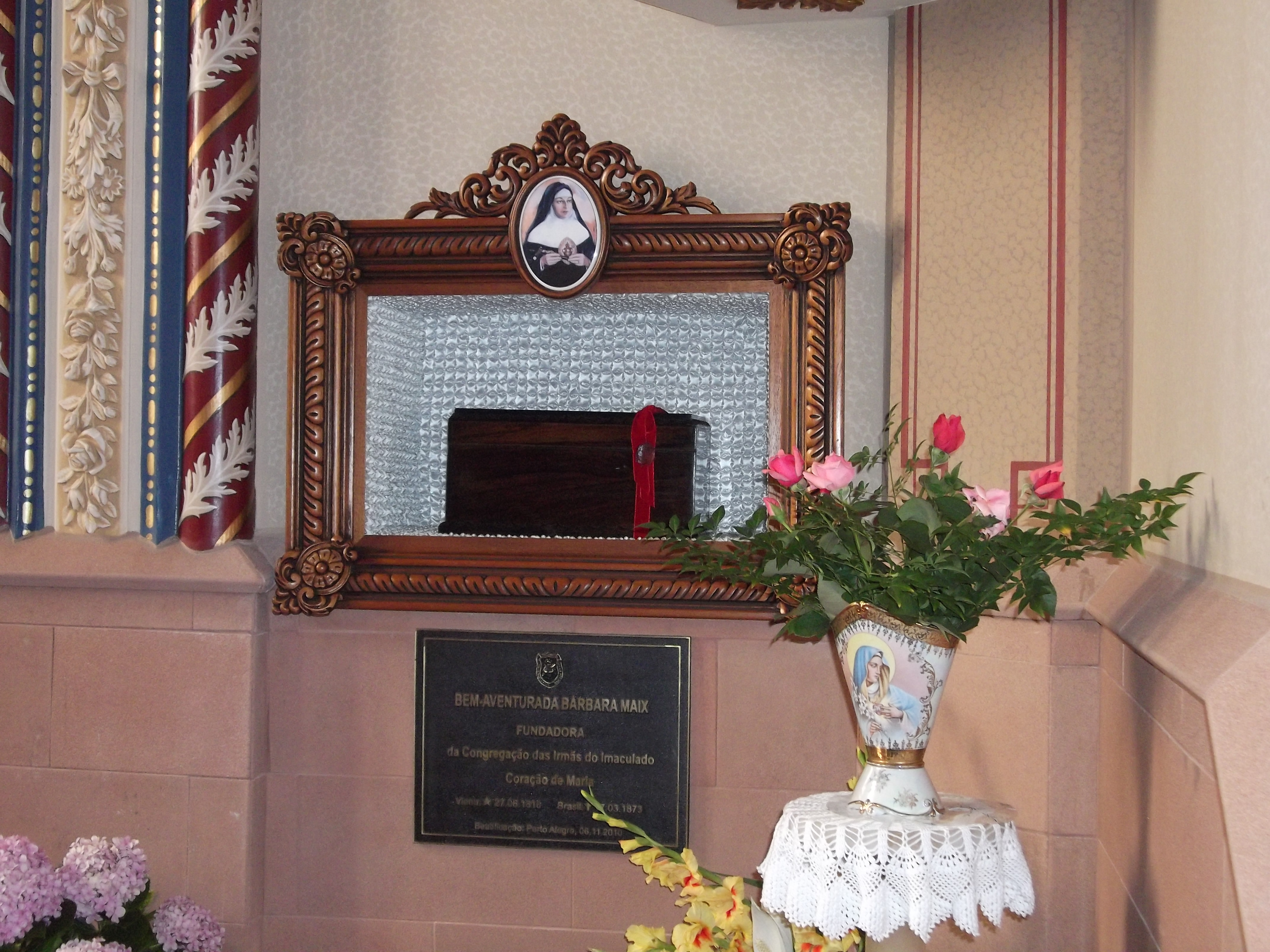
Reliques de Barbara

Le procès diocésain débute le 19 juin 1993 et s'achève le 29 novembre 1996. Elle est déclarée vénérable le 3 juillet 2008 par Benoît XVI. Mgr Lorenzo Baldisseri, nonce apostolique au Brésil, préside à la béatification le 6 novembre 2010 à Porto Alegre au nom de Benoît XVI,.
Elle est commémorée le 17 mars selon le Martyrologe romain.